# اریکو هیروسه
اریکو هیروسه (انگلیسی: Eriko Hirose؛ زادهٔ ۱۶ مارس ۱۹۸۵) بدمینتون‌باز زن اهل ژاپن است.